# Eko dizajn
Eko dizajn (zeleni dizajn, održivi dizajn, dizajn zaštite životne sredine, ekološki dizajn) polazi od pretpostavke da efekti koje proizvod ima na životnu sredinu treba da se uzmu u obzir i da oni treba da se umanje u svim fazama životnog ciklusa proizvoda. Ove faze uključuju vađenje sirovina, proces proizvodnje, promociju i distribuciju proizvoda, samo korišćenje i na kraju odlaganje. Ovaj inovativni pristup proizašao je i tzv. „end of pajp“ (engl. end of pipe) rešenja, odnosno popularne politike za zaštitu životne sredine.

### Kratak pregled
Kada se u vreme intenzivnog industrijskog razvoja odlučivalo o primeni određene proizvodne tehnologije u potpunosti su preovladali ekonomski i tehnološki kriterijumi. Pri tome su ekološki kriterijumi smatrani za ekonomsko opterećenje dok u postindustrijskoj eri ovi kriterijumi zajedno sa energetskim postaju dominantni. Masovna proizvodnja zasnovana na tradicionalnim principima dovela je do tendencije porasta količine otpadnog materijala. Usled otkrića uznemiravajućih dokaza o ogromnim posledicama ovakvog stanja na čitav živi svet i njihov opstanak usledilo je preispitivanje i izmena postojeće tehnologije i procesa. Glavni fokus tada se usmerava na kreiranje radikalno novog koncepta stvaranja proizvoda sa drugačijim vrednostima.
Realizacija takozvanog ekološki podobnog proizvoda, odnosno onog proizvoda koji je saglasan sa zaštitom životne sredine, jedan je od prvih koraka ka ostvarivanju koncepta održivog razvoja. Eko dizajn proizvodi su fleksibilni, pouzdani, dugovečni, prilagodljivi, dogradivi i pogodni za višekratnu upotrebu. Ekološka podobnost proizvoda ima veliko značenje u kontekstu proizvodnje potrošnih resursa. 
Fokus proizvodnje je ka stvaranju bezotpadnih metodologija koje optimizuju proizvodnju i maksimiziraju ekološke performanse. 
Osnovne karakteristike proizvoda eko dizajna:
- smanjena količine upotrebljenih materijala
- upotreba recikliranih materijala
- upotreba materijala iz neposredne okoline
- povećana energetska efikasnost
- povećana dugotrajnost proizvoda
- upotreba materijala sa manjim uticajem na životnu sredinu
- smanjena količina otpada
- svojstvo ponovne reciklaže ambalaže (reciklabilnost)
- mogućnost merenja ugljeničnog otiska
- primenjeni principi održivog razvoja

Takođe, naglašeno je smanjenje uticaja na životnu sredinu. Ovo važi za čitav ekološki životni ciklus proizvoda, i to od vađenja sirovine do odlaganja proizvoda (čista proizvodnja). Trenutno je cilj da se optimizuje ceo društveno-ekonomski sistem proizvoda, kao i da se ispune kriterijumi održivog razvoja. Eko dizajn obuhvata čitav niz parametara, eko alata i standarda. On se služi metodom procene životnog ciklusa, merenjem ugljeničnog otiska proizvoda, započinje primenu standarda poput ekoloških oznaka i drugo. 

### Procena životnog ciklusa proizvoda (LCA)
Procena životnog ciklusa proizvoda je holistički pristup i njegova primena može da omogući da se nađu kompromisi u izboru rešenja. Ovaj metod rezultuje izdvajanjem žarišta neusaglašenosti proizvoda sa životnom sredinom.
Ekološki dizajn ima za cilj unapređenje napretka uz smanjeno „trošenje životnog okruženja“. Svi proizvodi imaju život, odnosno rađaju se, žive i umiru. S obzirom na to da proizvodi ne mogu večno da traju i beskonačno ostvaruju prihode, neophodno je inovirati ih kako bi im se produžio životni vek. Od rađanja do umiranja proizvod prolazi nekoliko faza koje čine njegov životni ciklus. Upravo te faze predstavljaju mogućnost poboljšanja. Vremena trajanja  proizvoda su različita, i shodno tome životni vek nekih proizvoda je nekoliko dana, nekoliko meseci ili više godina.
Metoda procene životnog ciklusa proizvoda ocenjuje ekološku podobnost proizvoda. Ona daje uvid u međusobno delovanje proizvodnih procesa i životne sredine, ravnoteže resursa, omogućuje predviđanje i proaktivnom delovanju na problem u odnosu na proizvodnju, upotrebu i korišćenje ostataka proizvoda. 
Eko dizajn je metod kreiranja proizvoda koji uzima u obzir njihov uticaj na okruženje u svim fazama životnog ciklusa. To može na primer da rezultuje izborom materijala pogodnih za reciklažu ili biorazgradivih materijala za pakovanje ili razvoj efikasnog praška za pranje u hladnoj vodi kako bi se smanjila potrošnja energije mašine za pranje veša. S obzirom da industrijski proizvodi deluju trojako na okruženje (dejstvo procesa nastajanja proizvoda, dejstvo eksploatacije proizvoda i dejstvo ostatka proizvoda po isteku upotrebe) eko dizajn ima odgovorne i važne zadatke poput projektovanja zatvorenih ciklusa i energetske analize koji bi pomogli prevazilaženju ekoloških problema.

### Ugljenični otisak proizvoda
„Ugljenični“ predstavlja skraćenicu za sve različite gasove koji stvaraju efekat staklene bašte, a samim tim doprinose globalnom zagrevanju. S obzirom na to da je ugljen-dioksid najodgovorniji za efekat staklene bašte tako se i uticaj određenog proizvoda meri se u proizvedenom CO2.  Tako se, na primer prilikom sagorevanja 1l goriva ispusti 3 kg CO2. Ugljenični otisak se izražava u tonama ili kilogramima, a najčešći vremenski period za koji se izračunava je jedna godina.

### Zakonodavstvo i eko oznake
Kada se shvatilo da je problem ugrožene životne sredine problem planetarnih razmera, šezdesetih godina većina industrijskih zemalja sprovela je politiku zaštite životne sredine u svoje nacionalne strategije. 
Mnoge razvijene zemlje svakodnevno povećavaju broj zakona u ovoj oblasti, i time često ograničavaju proizvodnju i plasman određenih proizvoda uslovljavajući modifikacije procesa. Na ove promene uticala je politika, mediji i različiti oblici bojkota potrošača koji često vrše pritisak na velike industrijske gigante. 
Vremenom su nastale i eko oznake kao vid informacije o proizvodima. Ekološka ispravnost može se etikirati na proizvod samo ukoliko njegov sastav i sam proces proizvodnje nije štetan po životnu sredinu. Glavna ideja ove inicijative bila je da se omogući potencijalnim potrošačima da razlikuju proizvode koji su proizvedeni u skladu sa politikom zaštite životne sredine i da pomoću moći koju imaju kao potrošači utiču na menjanje tržište. Prva oznaka pod nazivom „Plavi anđeo” za industrijske proizvode nastala je u Nemačkoj sedamdesetih godina, a potom su je uvele i druge države Zapadne Evrope. 
Pošto se pojavio veliki broj eko oznaka koje su samo zbunjivale potrošače, formirana je Međunarodna organizacija za standardizaciju (ISO) i to je odmah rezultovalo stvaranjem tri tipa dobrovoljnih oznaka (ISO tip I, II i III) u sklopu dokumenata serije ISO 14020.
Evropska unija je 2009. godine ustanovila Direktive za Eko dizajn kojima se postavio okvir za poštovanje obaveze ekoloških zahteva za korišćenje energije pri proizvodnji proizvoda koji koriste energiju i koji se prodaju u svim državama članicama. Direktive pokrivaju više od 40 grupa proizvoda (sijalice, televizori, frižideri i dr) koji su odgovorni za oko 40% emisije gasova staklene bašte u EU. Direktiva je proširila svoj okvir i na energetske proizvode kao što su prozori, izolacioni materijali i na neke proizvode koje koriste vodu.  

### Eko dizajn u industriji ambalaže i štampe
Razvoj i upotreba ambalaže na osnovu eko dizajna ima za posledicu poboljšanje zaštite životne sredine i stvaranje održivosti procesa. Rezultat je smanjeni ekološki otisak i bolje performanse uz pomoć procene životnog ciklusa proizvoda. Ekološka ambalaža mora da ispunjava funkcionalne i ekonomske potrebe sadašnjosti bez ugrožavanja mogućnosti budućih generacija da zadovolje sopstvene potrebe. 
Eko dizajnirana ambalaža može da sadrži sledeće parametre:
- minimalna upotreba materijala,
- smanjena masa ambalaže,
- sprečavanje neefikasnog transporta,
- korišćenje obnovljivih izvora energije,
- upotreba recikliranog materijala,
- ponovna upotreba što većeg broja delova ambalaže,
- upotreba biorazgradivih materijala,
- izbegavanje materijala koji su toksični,
- pažljiva upotreba vode,
- zaštita radnika i dr.

Ambalaža izrađena prema principima eko dizajna zahteva detaljniju analizu samog oblika pakovanja, izbora materijala, procesa, transporta i drugo. Kompanije koje primenjuju principe eko dizajna smanjile su ispuštanje štetnih gasova, koriste više recikliranih materijala, ponovo koriste određene komponente pakovanja i drugo. Kada proizvođači ambalaže počnu da primenjuju ekološke standarde, oni time često podstiču svoje dobavljače, distributere i ostale u lancu da čine isto. 
Vrste eko ambalaže možemo grubo podeliti u tri grupe: recikliranu (izrađena od recikliranih materijala), reciklirajuću (izgrađena od materijala koji se mogu reciklirati) i biorazgradivu (izgrađena od prirodnih materijala).
Ambalažna industrija usko je povezana sa industrijom štampe. Ekološki podobna štampa doprinosi očuvanju životne sredine i istovremeno jača ekološku konkurentnost. Ona podrazumeva inovacije tehnologije štampe, mastila (boje) i papira. Kombinujući, na primer štampu bez vode, reciklirani papir i boje pravljene na bazi soje mogu se postići značajni pomaci. 
Da bi se dobio neki grafički proizvod potrebno je koristiti boje koje će se koristiti pri štampi. Boje najčešće sadrže hemijske elemente koje štete ljudskom zdravlju i životnoj sredini jer sadrže isparljiva organska jedinjenja (VOC – engl. volatile organic compounds). Boje koje se koriste u štampi sadrže naftne rastvarače, ali u bojama od soje neki od naftnih rastvarača zamenjeni su sojinim uljem. U tradicionalnoj boji VOC je prisutan sa 20% do 30%, a kod boje na bazi soje ovaj procenat može da se smanji na nivo do 5% do 20%. Soja takođe kroz proces fotosinteze smanjuje količinu CO2 i time utiče na ublažavanje efekta staklene bašte. Što se upotrebe papira tiče, postoje mnoge alternative poput recikliranog papira, papira pravljenog od organskih otpadaka, papira od tekstilnih otpadaka, papira napravljenog od drveta koji apsorbuje ugljen-dioksid (FSC papir) i slično.
Početkom 21. veka dizajneri su osmislili ekološki font koji štedi toner prilikom štampanja. Ekofont softver štedi boju praveći mikroskopske rupice u slovima. One nisu vidljive golim okom na papiru i monitoru, ali mogu da ostvare uštedu i do 50%. 

### Značaj
Zagađenje životne sredine u velikoj meri potiče od proizvodnih preduzeća. Da bi se sprečila ili barem ograničila ova neželjna dejstva veliki broj industrijskih zemalja sproveo je nacionalnu politiku o zaštiti životne sredine. Jedan od osnovnih ciljeva ovih politika, pored razvoja standarda za zaštitu životne sredine, jeste razvoj samih proizvoda. Zadatak eko dizajna jeste smanjenje negativnih uticaja životnu sredinu, ali bez ugrožavanja kvaliteta samog proizvoda. Usvajanjem alata eko dizajna podrazumeva se detaljno analiziranje svih uticaja tokom životnog ciklusa proizvoda. Ukoliko bi se preduzeća posvetila ovim principima povećala bi se vrednost proizvoda na više načina: veća pouzdanost proizvoda, dugovečnost, stvaranje manje otpada, povećanja svojstva ponovnog recikliranja, poboljšanja zaštita zdravlja i drugo.

## Literatura
- Unapređenje proizvoda i zaštita životne sredine kroz eko dizajn Архивирано на веб-сајту  (14. децембар 2013)
- Vladan Pešić, Predrag Janković, Anka Vojvodić, Standardi upravljanja životnom sredinom Архивирано на веб-сајту  (14. децембар 2013)
- Milica Stanković, Eko-označavanje: Prepreka ili podsticaj međunarodnoj trgovini
- Volfgang Vimer (Wolfgang Wimmer), Following the path from sustainable consumption to ECODESIGN in companies – experiences made so far
- Evropska komisija, Direktive Eko dizajna
- Ekološka ambalaža
- Branislava Crnobrnja, mr Igor Budak. i dr. Označavanje o zaštiti životne sredine – Analiza oznaka tipa I prema SRPS ISO 14024:2003
- Dr Slavko Arsovski, Sonja Grubor i dr., Postupak ocenjivanja životnog ciklusa proizvoda
- Ekofont

## Spoljašnje veze
- Hristina Stevanović Čarapina, Anđelka Mihajlov, Metodologije za dizajn zelenih proizvoda
- Lisa Hoover, Green printing Архивирано на веб-сајту  (25. новембар 2013)
- Anita Petrović, Uticaj boja u grafičkoj industriji na radnu i životnu sredinu
- Sophie Byggeth, Elisabhet Hochshorner, Handling trade-oﬀs in Ecodesign tools for sustainable product development and procurement
- Aniika Gottberg, Joe Morris, Producer responsibility, waste minimisation and the WEEE Directive: Case studies in eco-design from the European lighting sector
- Centar za eko dizajn
- Eko dizajn udruženje Архивирано на веб-сајту  (14. децембар 2013)
- Jestiva ambalaža
- Ambalaža od pečuraka
- Ecological footprint and Biocapacity, European Commission
- Definition of carbon footprint
- C2C koncept
- CASE LCA udruženje naučnika i LCA centara